# Kozlík lékařský

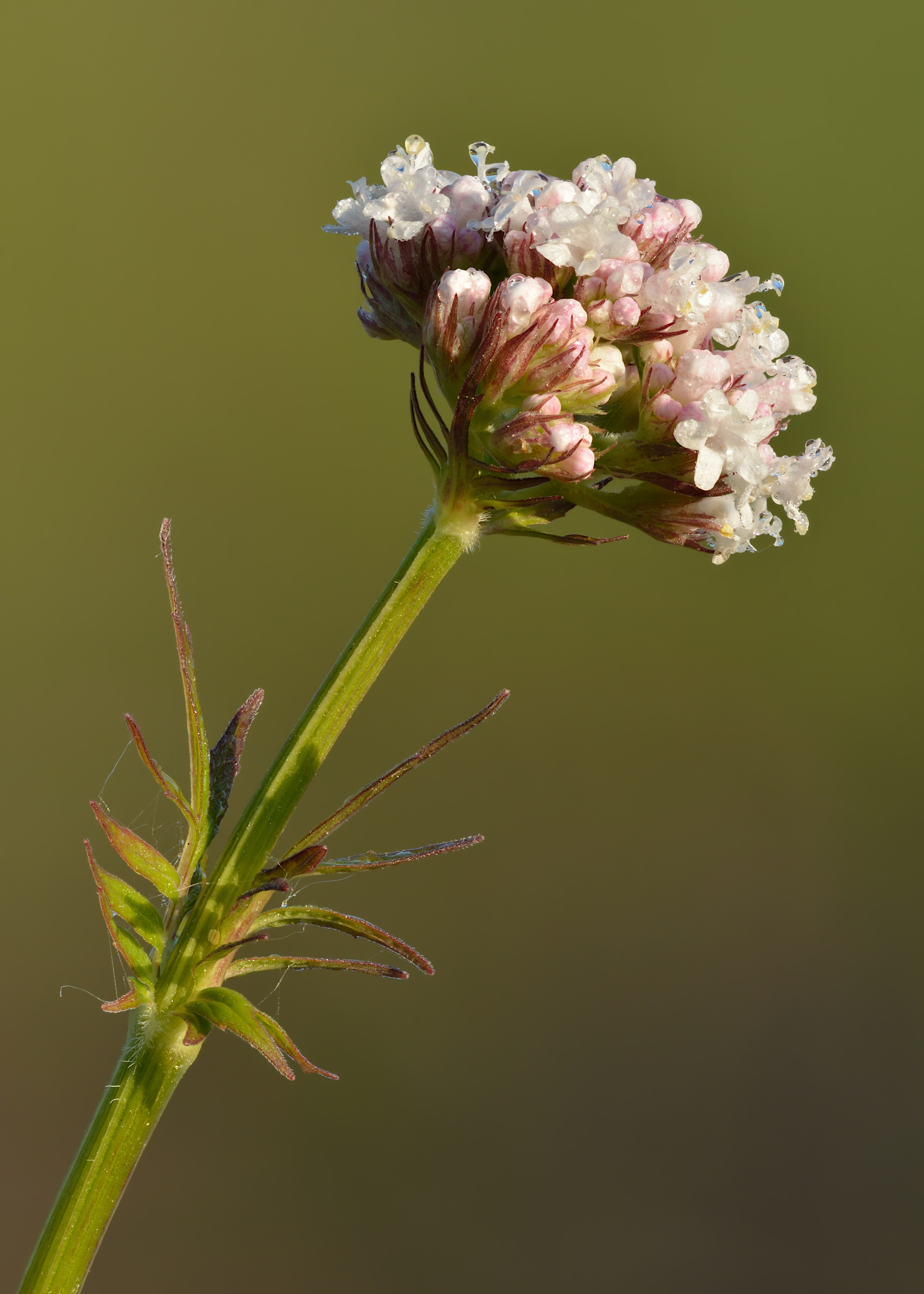
Kozlík lékařský

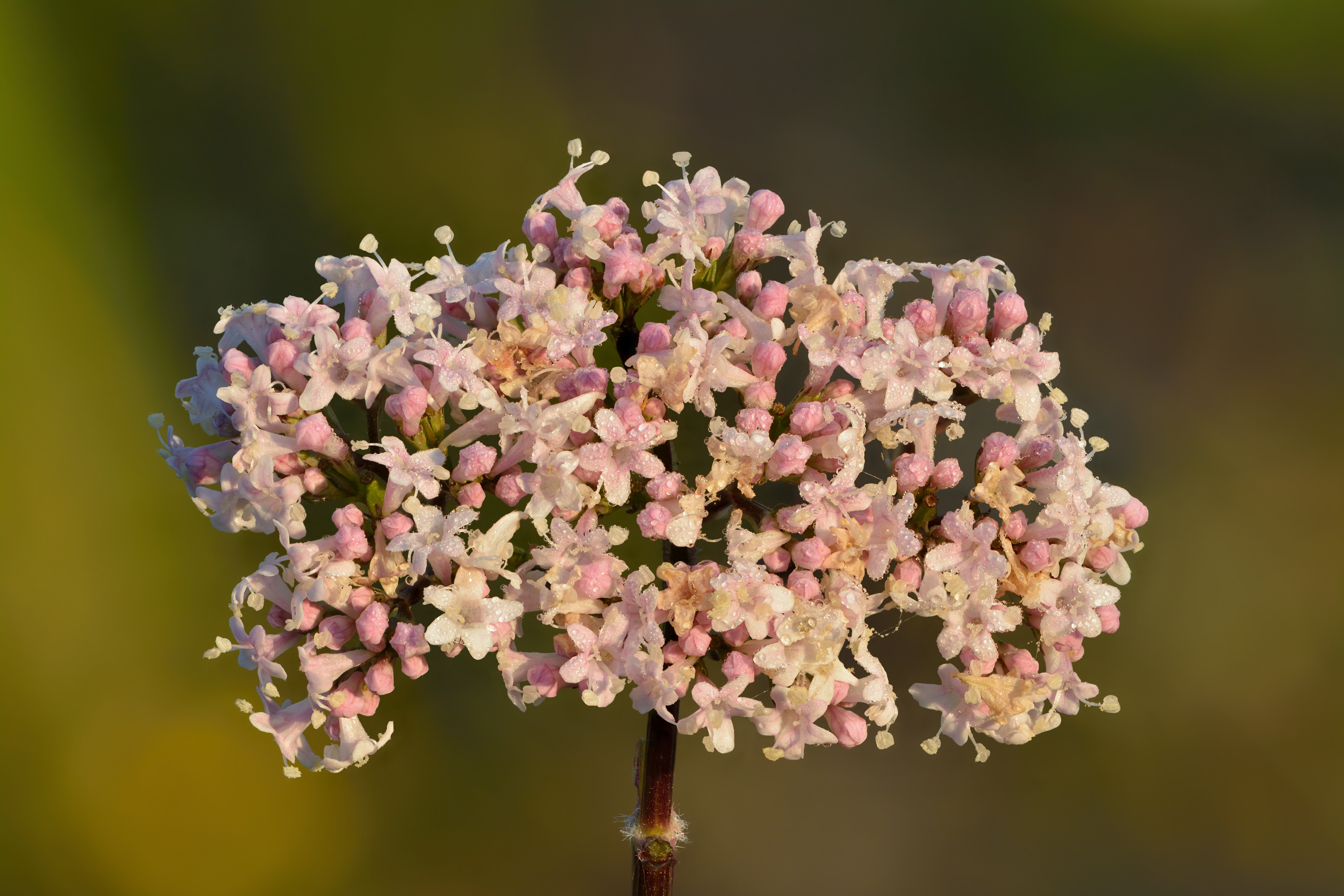
Květenství

Kozlík lékařský (Valeriana officinalis) je léčivá rostlina z čeledi zimolezovitých. Je to vysoká vytrvalá bylina se zpeřenými listy a hustými květenstvími drobných bílých nebo narůžovělých květů. Celá rostlina charakteristicky páchne. Vyskytuje se v nižších polohách po celé České republice. Kozlík lékařský je využíván jako léčivá rostlina a je i pěstován. Kozlík lékařský má také podobné účinky na kočky jako šanta kočičí – tato rostlina je silně přitahuje svou vůní a je běžné vidět kočky, které se kolem kozlíku lékařského pohybují nebo na ní leží. 

## Popis
Kozlík lékařský je vytrvalá přímá bylina s charakteristickým pachem, dorůstající výšky asi 60 až 200 cm. Lodyha bývá přímá, v květenství větvená, rýhovaná a mimo uzliny lysá. Vyrůstá z krátkého, silného, vertikálního, podzemního oddenku. Lodyžní listy jsou lichozpeřené, dlouze řapíkaté, složené nejčastěji ze 7 až 9 párů lístků. Lístky jsou kopinaté, obvykle 7 až 12 mm široké, na okraji hustě zubaté, na bázi často sbíhají na vřeteno listu. Koncový lístek bývá stejně široký jako postranní lístky. Květenství je hustý, větvený, latovitý vidlan, složený z drobných oboupohlavných květů. Květy jsou bílé až růžové, 3 až 6 mm dlouhé, nálevkovité, vonné. Tyčinky a čnělka vyčnívají z korunní trubky, která je na bázi mírně vydutá. Kvete v létě, nejčastěji v červenci. Plody jsou kopinaté, lysé, 2 až 3,5 mm dlouhé nažky.

## Výskyt
Kozlík lékařský se v České republice vyskytuje roztroušeně až dosti hojně zejména v nižších polohách. Roste na trvale vlhkých půdách bohatých živinami, zejména dusíkem. Roste jak v přirozených, tak v druhotných společenstvech. Lze jej nalézt na vysokobylinných loukách, v lemových společenstvech, v údolních nivách a podél vodních toků i na synantropních stanovištích, jako jsou železniční náspy, silniční příkopy, hradní návrší a podobně. Nezřídka se také vyskytuje jako pozůstatek kultur. Vyskytuje se od nížin do kolinního a řidčeji až do submontánního stupně, kde roste v nadmořských výškách do 1000 metrů.
Celkový areál výskytu kozlíku lékařského sahá od střední a jižní Evropy až po Ural.

## Podobné druhy
V České republice roste celkem 6 druhů kozlíků. Z nich jsou s kozlíkem lékařským zaměnitelné dva: kozlík ukrajinský (Valeriana stolonifera) a kozlík výběžkatý (V. excelsa). Všechny tyto 3 druhy jsou řazeny do skupiny blízce příbuzných druhů, označované jako Valeriana officinalis agg. a někdy (např. ve starší literatuře) se od kozlíku lékařského ani nerozlišují. Kozlík výběžkatý se od kozlíku lékařského odlišuje zejména tvorbou nadzemních i podzemních výběžků a menším počtem lístků skládajících lodyžní listy. Kozlík ukrajinský kvete časněji než kozlík lékařský a má krátce řapíkaté až přisedlé střední lodyžní listy složené z většího počtu lístků. Na rozdíl od obou těchto druhů osidluje kozlík lékařský často synantropní stanoviště.

## Využití
Kozlík je léčivá rostlina známá již od středověku a již od pradávna se nejrůznějším způsobem upravuje a užívá. Je to jedna z vůbec prvních homeopaticky upravovaných bylin. Výchozím materiálem je sušený oddenek, získaný nejlépe v květnu. Oddenek se omyje studenou vodou a suší se při teplotě do 30 °C.
Kozlíková tinktura se užívá při nespavosti, neurastenii, bolestech hlavy, křečovitých bolestech spojených s mdlobami, neuralgii, slabosti nohou, nervozitě, žaludečních křečích, nadýmání a pocitech strachu.
Kyselina valerová a izovalerová obsažené v kozlíku lékařském mají silný vliv na chování koček. Podobně jako vůně šanty kočičí vyvolává i vůně kozlíku u koček libý vjem. Sušený kozlík je tak možné použít při výrobě hraček pro kočky. Tinkturu lze použít ke zpříjemnění pobytu kočky v cizím prostředí atp.